# The Kymin
A The Kymin vagy Kymin Hill domb Monmouth városának határában. A településtől kb. 1 mérföldnyire keletre fekszik, a Wye folyó keleti partján, Wales (Monmouthshire) és Anglia (Gloucestershire) határán. A domb 243 méter magas. Hírnevét 1794 és 1800 között épült neoklasszicista műemlékeinek köszönheti.

## ARoundhouse
A Roundhouse, mint azt neve is mutatja egy kétszintes, henger alakú, lőréses tetejű, fehér, leginkább egy glorietthez hasonlítható építmény. 1794-ben építtette egy, Philip Meakins Hardwick vezette csoport monmouthi úriember, az úgynevezett Monmouth Picnic Club vagy Kymin Club tagjai. Az építtetők nevei között szerepel Henry Somerset, Beaufort hercege is, valamint nyolc parlamenti képviselő is. A Kymin Club tagsága „Monmouth és környékének előkelő uraiból” származott, akik hetente összegyűltek, hogy „vacsorázzanak és társasági meg baráti körben töltsenek el egy napot”. Gyűléseik, vacsoráik és más rendezvényeik számára szükség volt egy megfelelő helyre, különösen a nyári hónapokra. Ez lett a Roundhouse, amelynek földszintjét a konyha foglalta el, emeletét pedig a bálterem. Az épület tetejére távcsövet szereltek a környék szemlélése céljából. A korabeli szóbeszéd szerint kilenc megyére volt rálátás a tetejéről (Gloucestershire, Monmouthshire, Glamorganshire, Breconshire, Worcestershire, Herefordshire, Radnorshire, Shropshire és Somerset). Az épület körül tekepályát, valamint istállókat alakítottak ki. A tekepályát később más sportokra is alkalmazták (például gyephoki) valamint jelentősebb szabadtéri ünnepségek megtartására (például a trafalgari csata 1905-ös centenáriuma). Az épület alatti meredek lejtőn alakították ki a Beaulieu Grove ligetet, amelynek ösvényei mentén padokat helyeztek el. A Beaulieu Grove nevű ligetet valószínűleg a 19. században számolták fel. 
Az épület megközelítésének könnyítése érdekében 1799-ben egy szekérutat építettek. Díj fizetése mellett az épületet más körök, társaságok is használhatták. A Roundhouse II*. kategóriájú brit műemlék (British Listed Building) 1952. június 27. óta.

## ANaval Temple

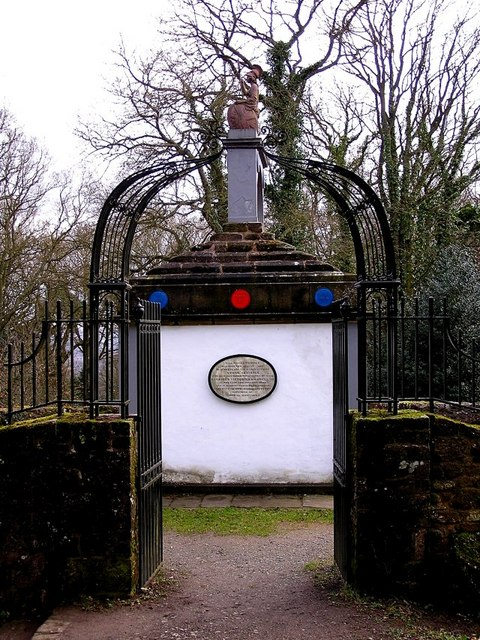
A Naval Temple

A domb tetején épült meg 1800-ban a Kymin Club jóvoltából az úgynevezett Naval Temple emlékmű, az 1798-as nílusi csata valamint tizenhat brit admirális emlékére, akik jelentős győzelmeket arattak az addigi legnagyobb tengeri ütközetekben. Az emlékmű klasszikus kialakítású, tetején Britannia  allegórikus bronzszobrával (ma az eredeti másolata). Az emlékművet Beaufort hercegnéje Edward Boscawen admirális leánya szentelte fel.
A szögletes emlékmű négy oldalán négy-négy kerek tábla állít emléket a tengernagyoknak:
- Charles Thompson (altengernagy)
- Adam Duncan (ellentengernagy)
- Edward Boscawen (altengernagy)
- Sir Samuel Hood (altengernagy)
- Richard Howe (tengernagy)
- John Borlase Warren (tengernagy)
- John Gell (tengernagy)
- Horatio Nelson (tengernagy)
- John Jervis (tengernagy)
- George Rodney (altengernagy)
- Edward Hawke (tengernagy)
- Alexander Hood (altengernagy)
- William Cornwallis (altengernagy)
- Sir Peter Parker (tengernagy)
- George Elphinstone (tengernagy)
- David Mitchell (tengernagy)

Az emlékművet Horatio Nelson tengernagy is megtekintette monmouthi látogatásakor. Az admirális William Hamilton és felesége Emma Hamilton társaságában érkezett a városba a Wye-völgyi körútja részeként.
Peter Borsay kutató szerint az emlékmű alakja és helyzete (az angol-walesi határon) szimbolikus jelentőséggel bír, hiszen az 1800-as esztendőben epült, az Act of Union aláírásának évében, amikor egy évszázaddal Skócia után, Írország is csatlakozott az Egyesült Királysághoz, valamint abban az időszakban, amikor a királyság hadban állt Franciaországgal.

## A Kymin napjainkban
A Kymin egy kígyózó úton közelíthető meg az A4136-os, Monmouthszot a Dean-erdővel összekötő útról. A Kymin környékét az itt található műemlékek miatt a National Trust gondozza. A Kymin tetején egy parkolót alakítottak ki, ahonnan gyalogosan könnyen megközelíthető úgy a Roundhouse mint a Naval Temple. A domb tetejéről nagyszerű kilátás nyílik a környékre.

## Sport
Minden év karneváli időszakában megrendezik a Kymin Dash nevű futóversenyt. A hét mérföldes futóverseny során a résztvevők megkerüli a várost majd erdei utakon, ösvényeken érnek fel a Kyminre. A futóverseny csúcstartója 38 perc 54 másodperccel P. Wheeler (1985-ben állította fel a csúcsidőt).

## Fordítás
- Ez a szócikk részben vagy egészben  a   The Kymin című angol Wikipédia-szócikk ezen változatának fordításán alapul.  Az eredeti cikk szerkesztőit annak laptörténete sorolja fel. Ez a jelzés csupán a megfogalmazás eredetét és a szerzői jogokat jelzi, nem szolgál a cikkben szereplő információk forrásmegjelöléseként.